# Hermann Bote

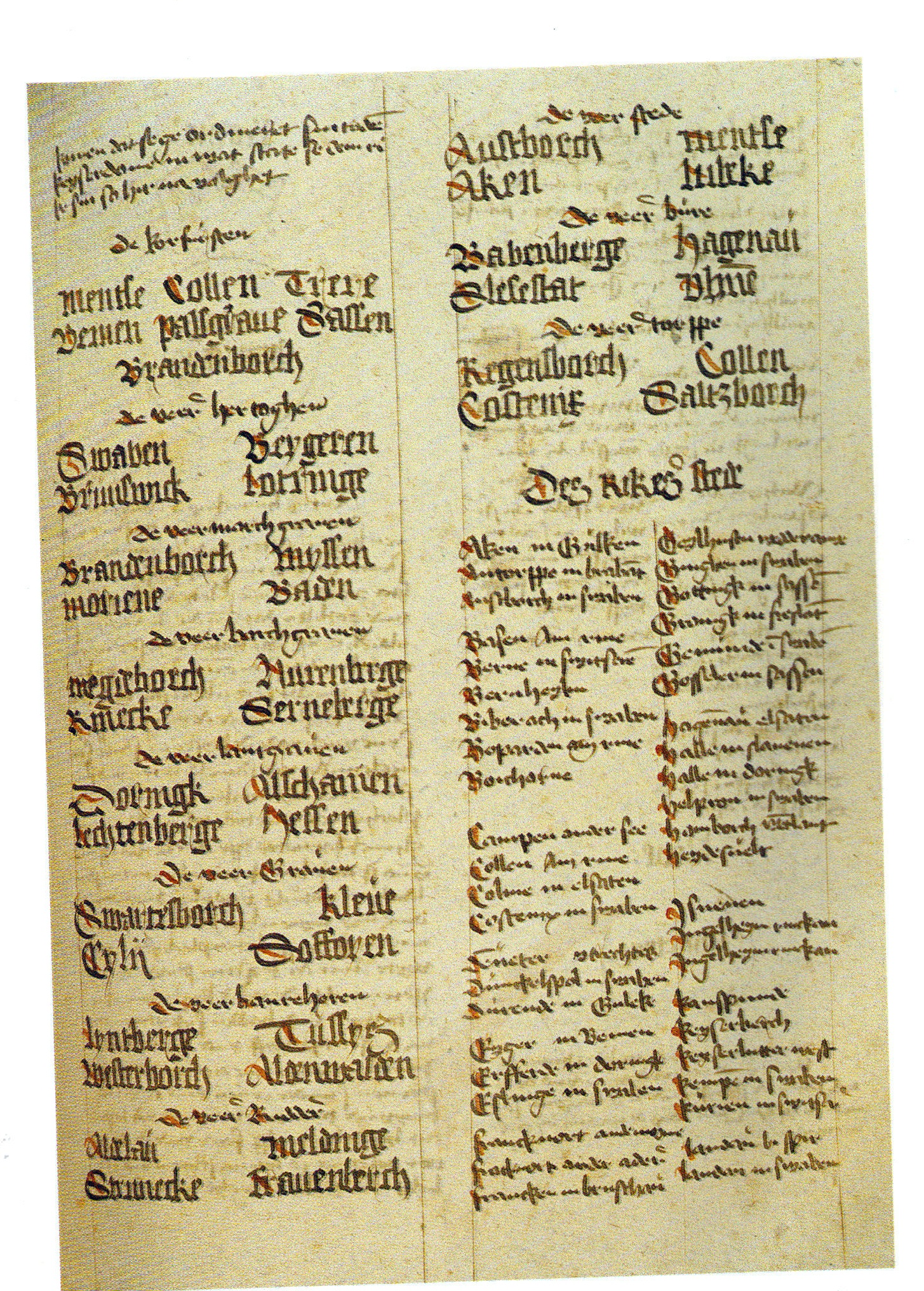
Eigenhändige Weltchronikhandschrift

Hermann Bote oder Hermen Bote (* um 1450 vermutlich in Braunschweig; † um 1520 ebenda) war ein  Zollschreiber und mittelniederdeutscher Chronist, Schriftsteller und Verfasser politischer Streitschriften.

## Leben
Hermann Bote, der Sohn des Braunschweiger Schmiedemeisters Arnd Bote, eines Ratsmitglieds im Weichbild Hagen, konnte wegen einer Gehbehinderung nicht den Beruf seines Vaters ausüben und erhielt stattdessen die Ausbildung eines städtischen Beamten. Erstmals ist er 1471/73 in städtischen Rechnungsbüchern der Braunschweiger Altstadt erwähnt, wo er 1488 als Zoll- und Akziseschreiber tätig war.
Noch im Jahre 1488 verfasste Bote während eines Bürgeraufstandes in der Stadt mehrere politische Spottgedichte auf einen Braunschweiger Ratsherrn (Ludeken Holland), weswegen er für einige Jahre die Stadt verlassen musste. Während dieser Zeit war Bote vermutlich im Amt eines städtischen Niederrichters im Braunschweiger Landgebiet tätig. Von 1493 bis 1496 ist er als Verwalter des Ratskellers in der Altstadt erwähnt und wurde 1497 wieder in das Amt des städtischen Zollschreibers eingesetzt. 1513 wurde er wegen neuerlicher Unruhen abermals aus diesem Amt entlassen und inhaftiert. Ein bereits verhängtes Todesurteil wurde im letzten Moment aufgehoben und in Hausarrest umgewandelt. Nach den Unruhen ist er von 1516 vermutlich bis zu seinem Tode 1520 als Vorsteher des städtischen Ziegelhofes verzeichnet.

## Literarisches Schaffen
1491 schrieb Bote eine Staats- und Ständelehre, das „Boek van veleme rade“, worin er sich erstmals mit der bestehenden Gesellschaftsordnung kritisch auseinandersetzte. Seine erste Weltchronik, die „Braunschweiger Weltchronik“, geht bis auf das Jahr 1444 zurück und wurde nicht vor 1493 begonnen. Aus dem Jahr 1498 datiert das Tierepos „Reynke de vos“, dessen Urheberschaft Bote verschiedentlich zugeschrieben wurde. 1503 erschien das „Zollbuch“, Botes einziges Werk aus seiner amtlichen Tätigkeit.
Aus seinen persönlichen Erfahrungen heraus, die er während des Bürgeraufstandes von 1488 gemacht hatte, verfasste Bote um 1514 das Schichtbuch. Darin berichtet er detailliert über Bürgeraufstände, die im spätmittelalterlichen Braunschweig vorgekommen sind, die sogenannten „Braunschweiger Schichten“: „Schicht der Gildemester“ (1292–1294), „Schicht des Rades“ (1374–1380), „Schicht der unhorsame borghere“ (1445/46), „Schicht Hollandes“ (1488–1490, mit Nachwirkungen bis 1511) sowie den „Papenkrich“ (1413–1420), eine Auseinandersetzung zwischen dem Braunschweiger Rat und Teilen des städtischen Klerus. Den ersten Abschluss der Chronik bildet ein Bericht „Van der Pagemunte“, in welcher der Autor die Braunschweiger Münz- und Währungsverhältnisse als eigentliche Ursache für die Unruhen in der Stadt darstellt, jedoch wurde 1514 der „Uployp van twen schoten“ (1512–1514) nachgetragen, bei dem Bote selber wiederholt als städtischer Zollschreiber betroffen war. Beim Schichtbuch handelt es sich um ein einmaliges Werk der spätmittelalterlichen Stadtchronistik, welches einzig und ausführlich die Ursachen und Verläufe von Bürgeraufständen einer Stadt beinhaltet. Der Chronik wurden 1514–1516 eine knappe historische Beschreibung der Braunschweiger Kirchen, Klöster und Kapellen sowie ein Braunschweiger „Wappenbuch“ angeschlossen.
Zu Hermann Botes Spätwerken zählen die Spruchsammlung „De Köker“, erschienen 1517, und eine zweite, die sogenannte „Hannoversche Weltchronik“, welche bis auf das Jahr 1518 zurückreicht. Botes literarischen Abschluss bilden nochmals zwei Spottlieder, in denen er 1519 in die publizistischen Auseinandersetzungen um die Hildesheimer Stiftsfehde von 1519–1523 eingriff.

## Eulenspiegel-Autor
1510 erschien „Ein kurtzweilig Lesen von Dil Ulenspiegel geboren uß dem Land zu Brunßwick, wie er sein leben volbracht hat“ (so der Titel der Straßburger Ausgabe von 1515 – Hochdeutsch: Ein kurzweiliges Buch von Till Eulenspiegel aus dem Lande Braunschweig), der einzige Welterfolg mittelalterlicher niedersächsischer Dichtung. Schon kurz nach seiner Veröffentlichung wurde es ein „Bestseller“ des Abendlandes. Allein während des 16. Jahrhunderts erschienen mindestens 35 Ausgaben in Deutschland. Bereits zu dieser Zeit wurde es in die meisten Sprachen Europas übersetzt.
In der Druckfassung nennt sich der Verfasser nur „N.“ In einer frühen Fassung des Textes nun findet sich das Akrostichon <ERMANB> in den Anfangsbuchstaben der Kapitel, Mit der Entdeckung des Akrostichon 1973 setzte eine lebhafte Diskussion um Hermann Bote als möglichen Verfasser/Bearbeiter des Eulenspiegels ein. Die Diskussion ist zusammengefasst bei Herbert Blume. Nach Blume sprechen gewichtige Indizien für Hermann Bote als Autor einer niederdeutschen Fassung, die entweder handschriftlich nach Straßburg gelangte und dort ins Oberdeutsche übersetzt wurde oder es lag ein niederdeutscher Druck vor, von dem sich kein Exemplar erhalten hat. Die vorgetragenen Einwände gegen Bote seien, so Blume, entweder unbegründet oder inzwischen stichhaltig widerlegt. Für die Mehrzahl der an der Diskussion beteiligten Forscher gelte Botes Autorschaft  als eine „an Sicherheit grenzende Wahrscheinlichkeit“, es fehle aber der schlüssige Beweis.(siehe auch Till Eulenspiegel: Mögliche Verfasser).

## Werke

### Schriften
- Braunschweiger Streitlieder über Ludeken Holland – 1488
- Sachsenchronik (wohl fälschlich zugeschrieben) – 1491
- Boek van veleme rade – 1493
- Braunschweiger Weltchronik – 1493
- Reynke de vos – 1498 (behauptete Urheberschaft)
- Zollbuch – 1503
- Till Eulenspiegel – 1510
- Schichtbuch – 1514
- Verzeichnis aller Klöster – 1516
- Wappenbuch – 1516
- De Köker – 1517
- Hannoversche Weltchronik – 1518
- Streitlieder über die Hildesheimer Stiftsfehde – 1519

### Grafiken
- Um 1500 fertigte Bote die Stadtansicht von Hannover als farbige Tuschezeichnung. Der Umriss der Stadtbefestigung Hannover am Steintor und die alte Marktkirche ist die älteste bekannte Ansicht der (heute) niedersächsischen Landeshauptstadt. Die Zeichnung in der älteren Handschrift von Botes Weltchronik findet sich im Stadtarchiv Braunschweig.[3]